# 마이클 브린
마이클 브린 (Michael Breen, 1952년 7월 31일 ~ ) 은 영국의 작가이자 컨설턴트이자 대한민국과 북한에 관한 주제를 다루는 언론인이다.
국제 및 대한민국의 언론지에 칼럼을 투고해왔으며 2000년 이후 대한민국의 영자지 코리안 타임즈에 한국의 사회, 문화, 정치적 이슈에 대한 고정 칼럼을 개제하고 있다.